# Leptogomphus sauteri
Leptogomphus sauteri – gatunek ważki z rodziny gadziogłówkowatych (Gomphidae). Występuje na Tajwanie.